# Енсінасола-де-лос-Комендадорес
Енсінасола-де-лос-Комендадорес (ісп. Encinasola de los Comendadores) — муніципалітет в Іспанії, у складі автономної спільноти Кастилія і Леон, у провінції Саламанка. Населення — 164 особи (2019).
Муніципалітет розташований за 250 км на захід від Мадрида, 75 км на захід від Саламанки.
На території муніципалітету розташовані такі населені пункти: (дані про населення за 2010 рік)
- Енсінасола-де-лос-Комендадорес: 194 особи
- Піконес: 28 осіб

## Демографія
Динаміка населення (INE ):